# Фуентепінілья
Фуентепінілья (ісп. Fuentepinilla) — муніципалітет в Іспанії, у складі автономної спільноти Кастилія-і-Леон, у провінції Сорія. Населення — 107 осіб (2010).
Муніципалітет розташований на відстані близько 150 км на північний схід від Мадрида, 33 км на південний захід від Сорії.
На території муніципалітету розташовані такі населені пункти: (дані про населення за 2010 рік)
- Фуентепінілья: 62 особи
- Осона: 14 осіб
- Вальдерруеда: 31 особа

## Демографія
Динаміка населення (INE ):

## Галерея зображень

Розташування муніципалітету Фуентепінілья